# Eisrad von Vana-Vigala

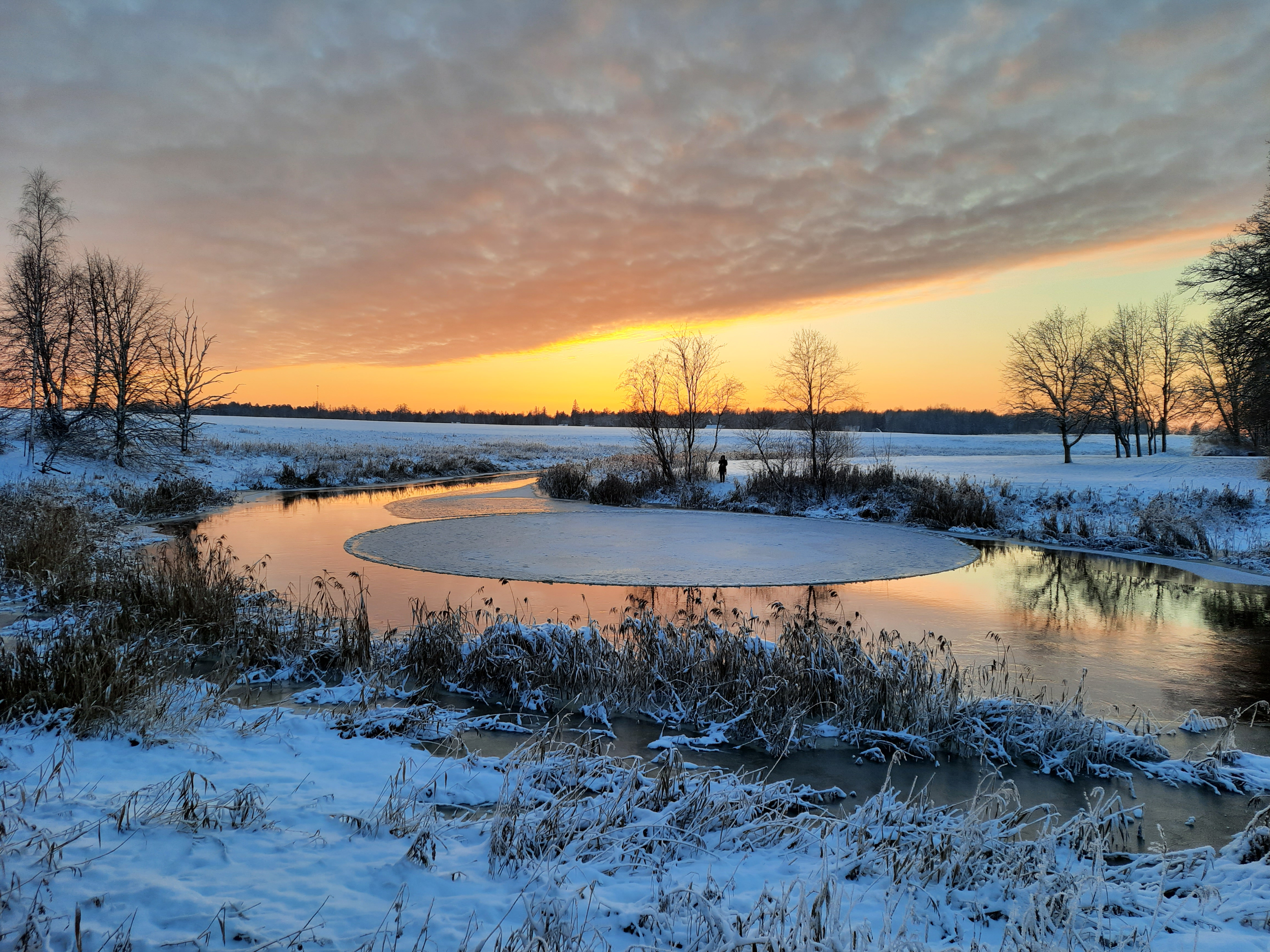
Das Eisrad von Vana-Vigala im November 2023

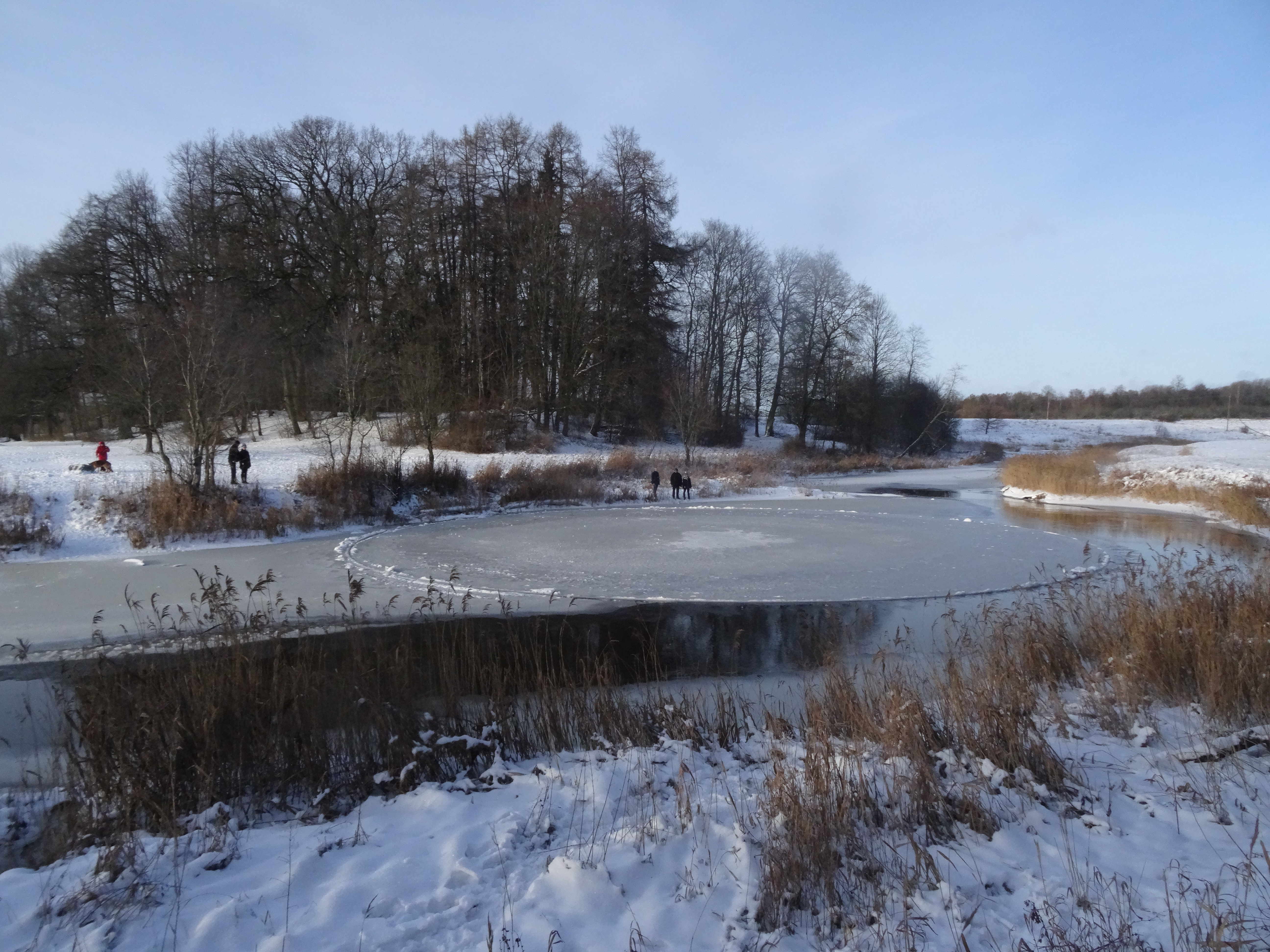
Das Eisrad von Vana-Vigala im Januar 2019

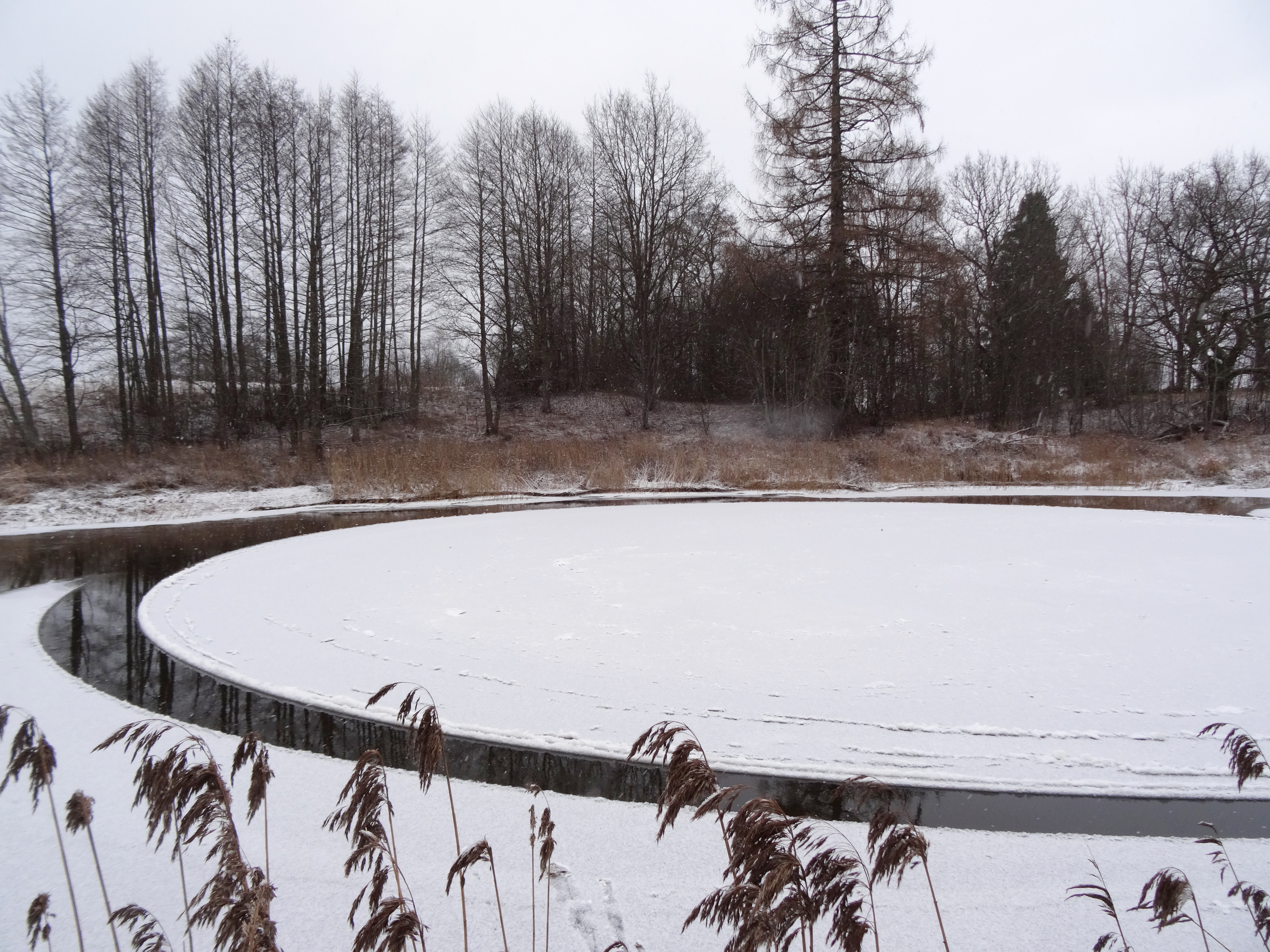
Das Eisrad im Januar 2016

Das Eisrad von Vana-Vigala (estnisch Vana-Vigala jääratas) ist eine winterliche Naturerscheinung in Form einer kreisenden Eisscheibe, die sich regelmäßig auf dem Fluss Vigala in Vana-Vigala in Estland bildet.
Die kreisrunde Eisscheibe entsteht ohne menschliches Zutun auf der Wasseroberfläche des Flusses vor dem Zufrieren des Gewässers. Sie bildet sich an einer starken Flussbiegung in einem Bereich, in dem der Fluss zu einem Becken aufgeweitet ist und eine größere Wassertiefe hat. Der Durchmesser der Scheibe beträgt etwa 20 bis 24 Meter. Größe, Drehgeschwindigkeit und Festigkeit hängen von den Wetterbedingungen ab. Es wurden Eisstärken von bis zu 14 Zentimetern gemessen. In manchen Jahren konnte die Eisscheibe das Gewicht von Menschen tragen. Die Dauer einer Umdrehung beträgt 7 bis 13 Minuten. Je nach Temperatur hält die Erscheinung des drehenden Eisrades mehrere Tage an. Bei sinkenden Temperaturen friert das Wasser zwischen der kreisenden Scheibe und der Eisdecke zu.
Die Umstände, die zur Bildung der Eisscheibe führen, sind noch nicht eindeutig geklärt. Manche Beobachter vermuten für das Drehen eine durch die Strömungsverhältnisse bedingte Strudelbildung, andere eine komplexere Wasserbewegung, Unterwasserquellen oder weitere physikalische Ursachen, wie die Erklärung belgischer Physiker für das Phänomen kreisender Eisscheiben. Sie wiesen im Jahr 2016 in Laborversuchen nach, dass schmelzende Eisscheiben in relativ warmem Wasser auch dann in Rotation geraten können, wenn kein Antrieb durch eine externe Strömung besteht.
Das Phänomen in Vana-Vigala trat erstmals 2004 auf, danach 2009 und darauf in der Folgezeit fast jährlich. Anfang 2019 erlangte das Eisrad landesweite Aufmerksamkeit in Estland. Die überregionale Tageszeitung Postimees berichtete in einem Videobeitrag, dass das Eisrad von Vana-Vigala im Winter 2018/19 eines der Lieblingsmotive für Fotos und Videos von Naturliebhabern darstellt.
- Video des Eisrades vom Ufer aus, Januar 2016 (1:14 Minuten)
- Video des Eisrades aus der Vogelperspektive, Januar 2019 (2:06 Minuten)